# Foderplante (foder til sommerfuglelarver)
 For alternative betydninger, se Foderplante. (Se også artikler, som begynder med Foderplante)
Foderplanter er sommerfuglelarvernes foder i larvestadiet.

## Liste med seks grupper[1]
- Brændenælder er foderplante for seks sommerfugle fra takvingefamilien.
- Græsser er foderplantefor mange randøjer og de fleste i bredpandefamilien.
- Violer er foderplante for næsten alle perlemorsommerfugle.
- Korsblomstrede planter er foderplante for kålsommerfugle og aurora.
- Skræppeslægten (rødknæ, syre og skræppe) er foderplante for ildfugle.
- Ærteblomstrede planter er foderplanter for flere arter af blåfugle og høsommerfugle.

Endvidere er Slåen er værtsplante for guldhale.